# Charles E. Brady, Jr.
Pour les articles homonymes, voir Brady.
Charles Eldon Brady, Jr., né le 12 août 1951 et mort le 23 juillet 2006, est un astronaute américain.

## Vols réalisés
Il réalise un unique vol (mission Columbia STS-78), lancé le 20 juin 1996. D'une durée de 16 jours et 21 heures, ce vol battit le record de durée d'une mission d'une navette américaine.

## Fin de vie
Souffrant de polyarthrite rhumatoïde, il choisit de se suicider.